# Jacoba Heuckeroth
Jacoba Sophia Heuckeroth (Den Bosch, 12 december 1891- Den Haag, 26 november 1975) was een Nederlands harpiste.
Ze werd geboren binnen een muzikale familie. Grootvader Jacob Heuckeroth was trompettist. Vader Martin Heuckeroth was violist, concertmeester en dirigent van het Concertgebouworkest en de Arnhemse Orkest Vereniging. Ook haar broers Richard Heuckeroth en Jacob Heuckeroth verdienden hun geld als muzikant, Richard ook als harpist.
Jacoba, ook wel Coba Heuckeroth was jarenlang (solo)harpiste bij het Residentieorkest. Ze was daar in 1925 de opvolgster van Rosa Spier. Ze nam ook deel aan kamermuziekconcerten, onder andere in het Hollandsch dan wel Haagsch Instrumentaal quintet. In 1956 gaf zij publiekelijk uitleg over de bouw en klank van de harp in de Koninklijke Schouwburg in Den Haag. Na het seizoen 1956/1957 ging zij met pensioen bij genoemd orkest en werd opgevolgd door Edward Witsenburg, een leerling van Spier. 
Enkele concerten:
- januari 1924: gebouw Beeldende Kunst, Vondelstraat 80, Amsterdam, kamermuziek met fluitist Johan Wolff
- januari 1929: concerten van het Residentieorkest onder leiding van Peter van Anrooy, ze speelde Dansen voor harp en strijkorkest van Claude Debussy
- 6 maart 1935: Residentieorkest onder leiding van Peter van Wanrooij, soliste in Saul en David van Johan Wagenaar
- 1943: idem